# タイ・カップ (映画)
『タイ・カップ』（原題：Cobb）は、1994年制作のアメリカ合衆国の映画。
大リーグの名打者タイ・カップ（タイ・カッブ）の真実の姿を、彼の伝記を書くために雇われたスポーツ記者アル・スタンプの目を通して描いた作品。監督はロン・シェルトン。タイ・カッブを演じるのはトミー・リー・ジョーンズ。
正確な発音は「タイ・カッブ」に近いが、邦題はかつての日本語表記と同じ『タイ・カップ』となっている。Amazonprimeでの配信邦題は『Cobb』。

## スタッフ
- 監督・脚本：ロン・シェルトン
- 製作：デイヴィッド・V・レスター
- 製作総指揮：アーノン・ミルチャン
- 撮影：ラッセル・ボイド
- 音楽：エリオット・ゴールデンサール

## キャスト
- タイ・カッブ：トミー・リー・ジョーンズ
- アル・スタンプ（英語版）：ロバート・ウール
- ラモナ：ロリータ・ダヴィドヴィッチ
- ウィリアム・ハーシェル・カッブ：J・ケネス・キャンベル
- アマンダ・チットウッド・カッブ：ローダ・グリフィス
- ロジャース・ホーンスビー：トミー・ブッシュ
- ミッキー・カクレーン：スティーヴン・メンディロ
- ジミー・フォックス：ステイシー・キーチ
- サム・クロフォード：クラッシュ・デイヴィス
- ポール・ウェイナー：ラス・シェルトン
- ロイド・ウェイナー：ジム・シェルトン
- パイ・トレイナー：リード・クルークシャンク
- ルイ・プリマ：エロイ・カサドス
- チャールズ・チャップリン：ブライアン・パトリック・マリガン
- レイ：ネッド・ベラミー
- ウィリー：ルー・マイヤーズ
- ジェームソン：ウィリアム・ウテイ
- 召喚人：ブラッドリー・ウィットフォード
- ヘックラー：ジミー・バフェット
- 相手投手：ロジャー・クレメンス